# Первый киевский водопровод
Первый киевский водопровод — система снабжения Киева питьевой водой, старейшее инженерное сооружение города, ныне утраченное. Один из первых во всей Российской империи централизованный водопровод, точная дата появления первого водопровода в Киеве не известна. При строительстве в основном были использованы трубы из чугуна, но на Подоле водопровод был реализован с трубами из дерева.

## История
В литературных источниках о водопроводе впервые упоминается в начале 17 в. В то время вода была подведена с киевских гор до самого доминиканского монастыря. Вскоре после этого (в 1636 году) Братский монастырь тоже соорудил водопровод.
22 мая 1871 года в Городском саду была освящена первая водонапорная башня. По состоянию на 1872 год длина водопровода была 24 километра и к нему были подключены 83 усадьбы. Фильтрация воды производилась песочными фильтрами английского производства. В 1885 году в городе Киевское общество водоснабжения смогло впервые успешно пробурить действующую артезианскую скважину. К 1890 году длина водопровода составила уже 60 километров, а подключены к нему были две тысячи усадеб. К 1906 году в Киеве уже было 10 артезианских скважин, который использовались вместе с Днепром для подачи воды жителям города. В 2007 году ансамбль Киевского водопровода был поставлен на учёт как памятники науки и техники.
В Рождественскую ночь 2010 года памятник архитектуры был разрушен. Разрушению предшествовали неоднократные поджоги зданий. В 2009 годы был сожжён деревянный дом основателей водопровода.